# 受英國保護人士
英國保護人士（British protected person，簡稱：BPP），這種身份的出現是來自《1981年英國國籍法案》，這種國籍並不賦予任何英國居留權，也不是英聯邦公民，但可獲英國領事保護。

## 概要

前英國保護地（以桃紅色標註），即目前「受英國保護人士」的主要祖籍所在地

受英國保護人士的身份主要來自英國保護地的住民，這些保護地包括由英國殖民地轉變為獨立國家的過程中，新國家政府尚未形成的時期，另有由聯合國或國際機構交由英國託管的地域，這些保護地與英國屬土或殖民地的情況不同，保護地雖然由英國提供軍事保護，但這些地域並不受或已經脫離英國的直接統治。值得注意的是，受英國保護人士身份不是一個有效國籍，因此持有人仍為事實上的無國籍人士。
由於大部分英國保護地已經獨立成為新國家，因此只有很少人屬於這個身份，受英國保護人士在2019年的數量約為1,200人。

## 取得與喪失此身份

### 取得
由於受英國保護人士身份，僅為解決有關英國保護地的歷史問題而設，加上有關地區均已於1970年代取得獨立，因此自1978年起，不再有任何常規途徑可以取得此身份，除非符合以下特殊條件 ：
- 父或母最少一方是受英國保護人士
- 在英國及其海外領土出生
- 若不取得受英國保護人士身份，將淪為完全的無國籍人士

而在1978年8月16日前，「受英國保護人士」身份仍可循父系血統，傳予並無取得其他國籍（尤其是有關地區獨立後，新成立的國家）的子女。

### 喪失
若符合下列三種情況的其中一種，有關人士將喪失受英國保護人士身份：
- 於1978年及以後取得其他國籍或其他種類的英國國籍，包括循登記形式成為英國公民（自動喪失）
- 向內政大臣提出聲明，打算加入其他國籍（自願喪失）
- 在取得受英國保護人士身份時弄虛作假，並被查出者（強制剝奪）

受英國保護人士身份一旦喪失，一概不得恢復。

## 可享權利
持有「受英國保護人士」身份人士，可享有以下權利：
- 可入境英國本土最長6個月[8]
- 可在英國以外的地區獲得英國領事保護[9]
- 有資格投考英國公務員（僅限「非保留職位」）[10]及軍職[11]
- 移居英國連續5年，並取得永久居民身份最少1年後，可循登記形式成為英國公民（在2002年7月4日及以後，申請人在成為英國公民前，不能獲得其他國籍）

## 限制
由於「受英國保護人士」身份不是一個有效國籍，因此持有人事實上仍是無國籍人士，加上《英國國籍法》有關規定，受英國保護人士在行使權利時受到一定限制：
- 不具英聯邦公民身份[12]
- 不自動具有居英權[9]
- 不具備選舉權及被選權[13]
- 不能領用英國社會福利
- 不具備歐盟公民身份（在英國脫歐前適用，其後所有英國國籍及身份均非歐盟公民）

若有關人士按相關程序登記為英國公民，則可獲得上述權利。